# U-23 (1936)
U-23 – niemiecki okręt podwodny (U-Boot) typu II B z okresu II wojny światowej. Okręt wszedł do służby w 1936 roku. Wybrani dowódcy: Kptlt. Otto Kretschmer.

## Historia
Odbył 16 patroli bojowych, podczas których zatopił 7 statków o łącznej pojemności 11.179 BRT, 3 uznane za stratę całkowitą (18.199 BRT), dwa okręty (w tym niszczyciel HMS „Daring” – łącznie 1.410 t) oraz uszkodził jeden okręt i jeden okręt pomocniczy. 
We wrześniu 1939 ustawił jako pierwszy zagrodę minową w zatoce Firth of Forth, lecz nie przyniosła ona efektów.
Po ukończeniu służby na Atlantyku w 1. Flotylli w lipcu 1940 przeniesiony do 21. Flotylli, gdzie służył jako okręt szkoleniowy do końca września 1942. Następnie został przetransportowany lądem do portu w Konstancy (Rumunia), gdzie służył w 30. Flotylli do września 1944.
10 września 1944 został zatopiony przez własną załogę u wybrzeży Turcji na Morzu Czarnym, by nie dostał się w ręce Rosjan.
Na początku 2008 roku media doniosły o dotarciu do wraków niemieckich U-Bootów: U-20, U-23 i możliwym zlokalizowaniu U-19.